# Вісінгсьо
Вісінгсьо (швед. Visingsö) — острів на півдні озера Веттерн, що на півдні Швеції. Острів витягнутий з півдня на північ, його довжина становить 14 км, ширина — 3 км. Площа 25,04 км². 
На острові розташоване селище Тунерстад (швед. Tunnerstad), в якому проживає 295 осіб (на 2010 рік). 
У 19 столітті Військово-морські сили Швеції висадили на острові насадження дубу для використання деревини у кораблебудуванні. Однак, на момент, коли дуби виросли і були придатні для використання, вони вже були не потрібні флоту через те, що кораблі почали будувати з заліза. Згодом дубові насадження значно повирубували, тепер більшу частину острова займають сільськогосподарські угіддя.    
На острові є російське кладовище (швед. Rysskyrkogården) — місце поховання полонених з російської армії часів Північної війни, утримуваних на острові протягом 1715 - 1718 років.    

## Галерея

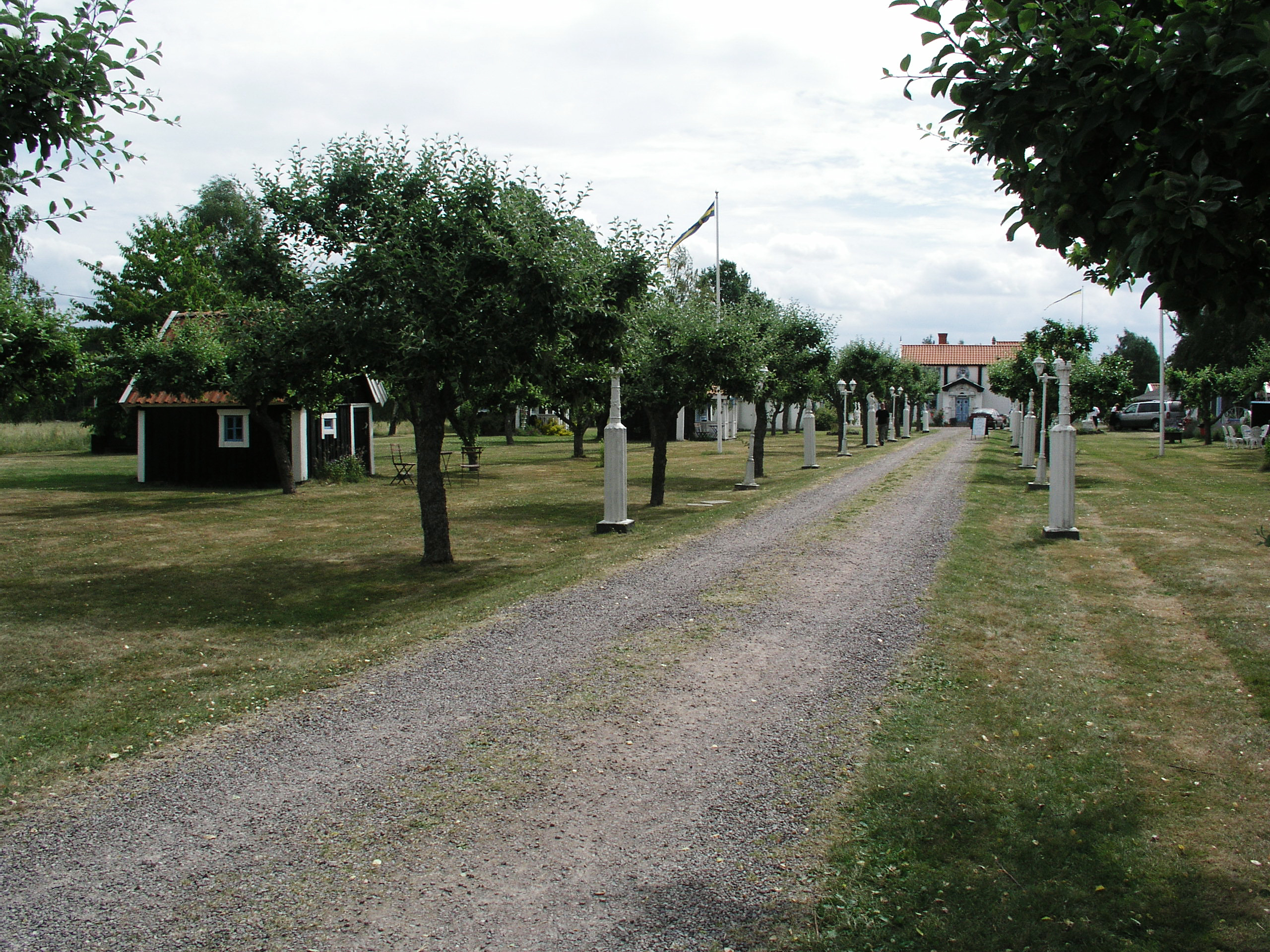
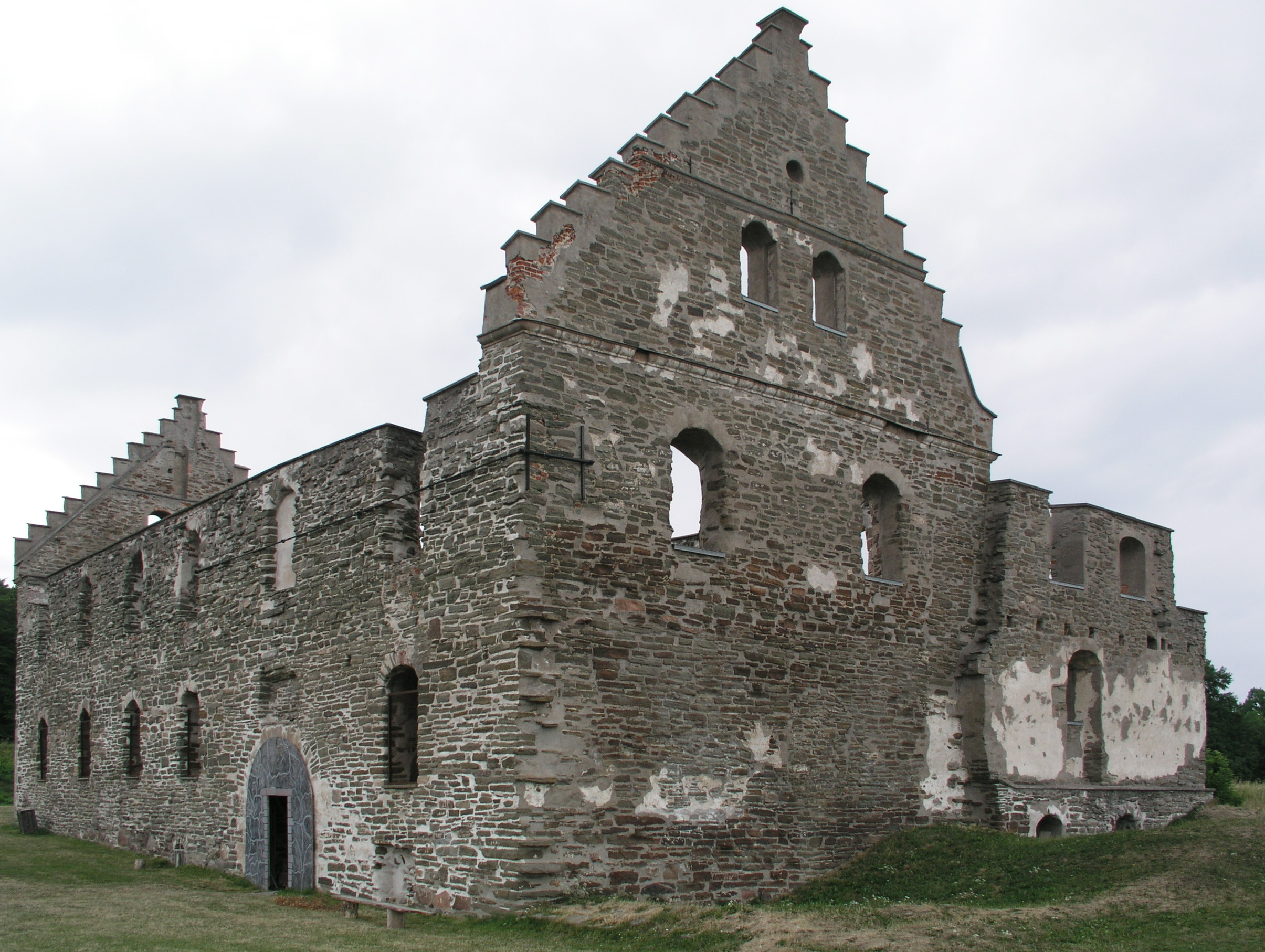
Руїни замку Вісінгсборг.
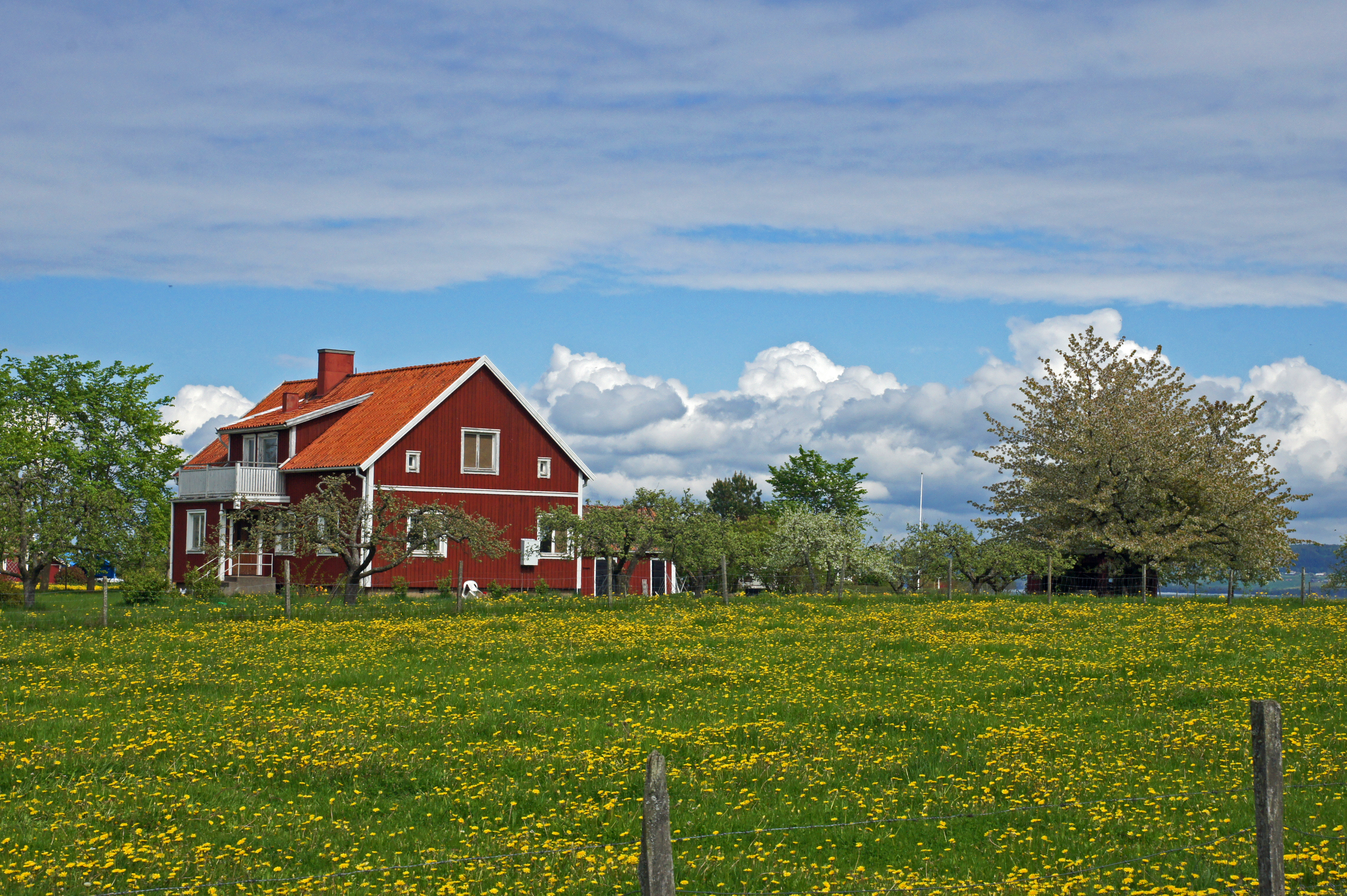
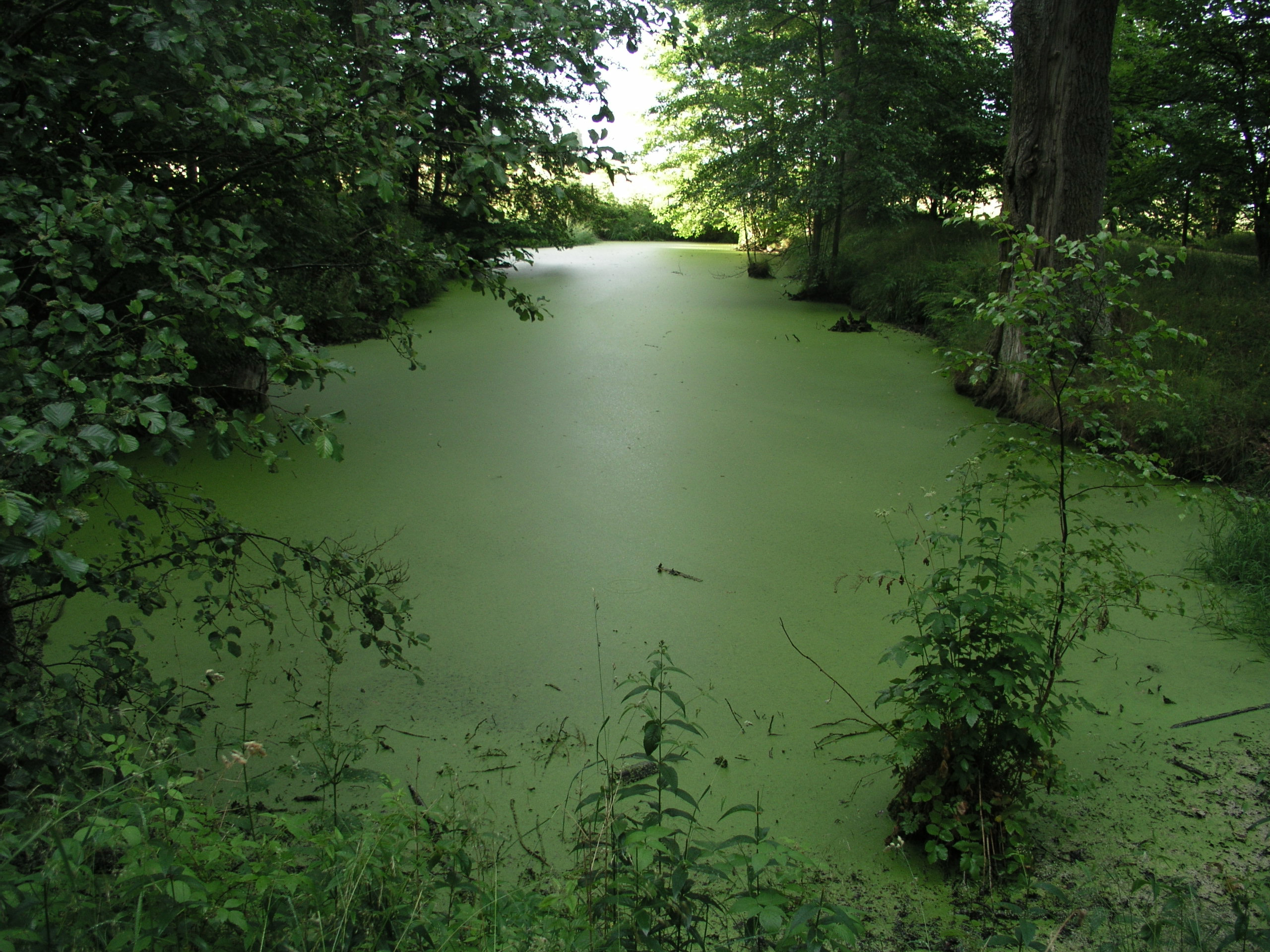
Ставок.
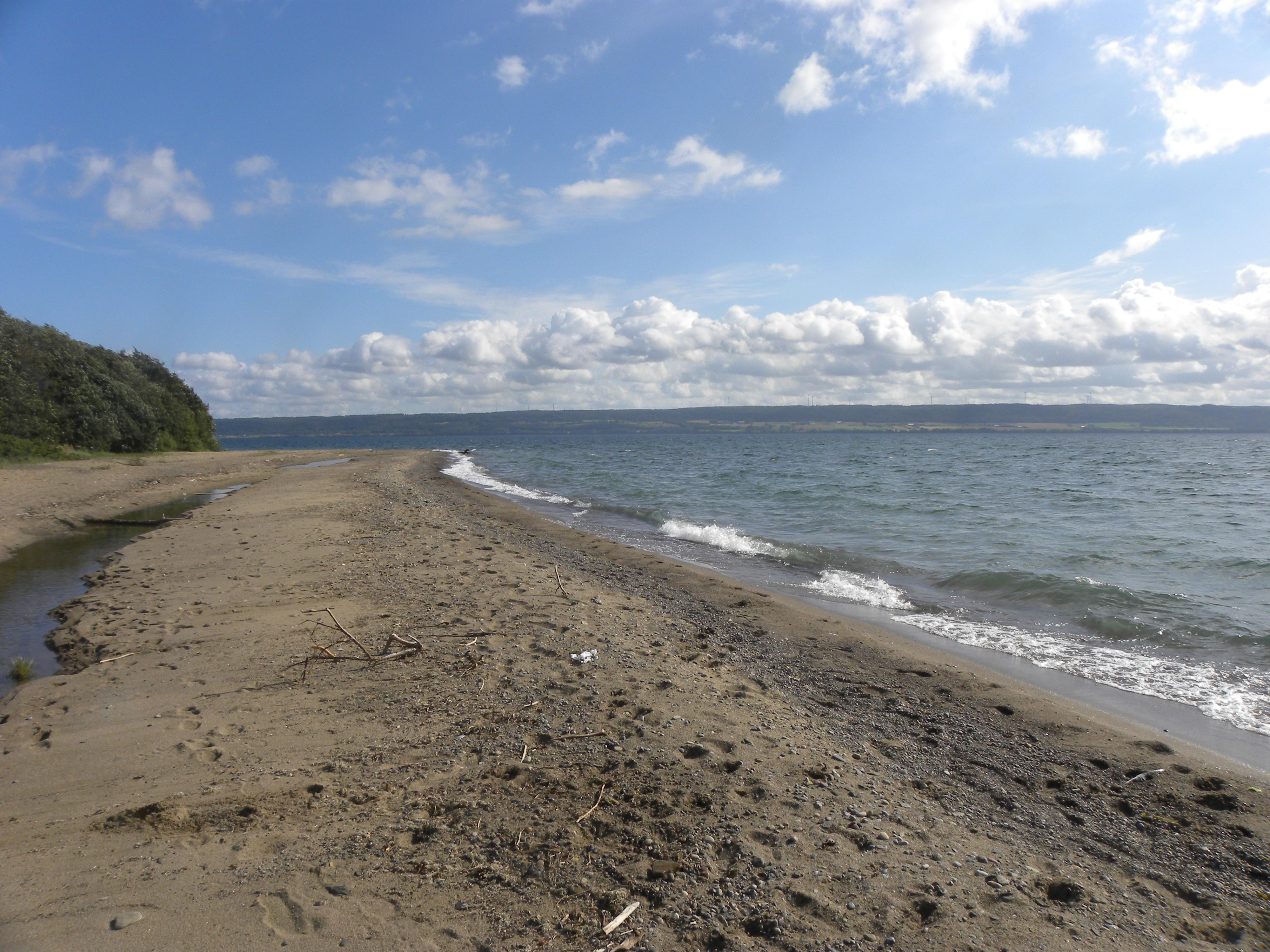
Західний берег острова.